# Fiacha mac Delbaíth
Nella mitologia irlandese Fiacha, a volte Fiachu, Fiachra o Fiachna), figlio di Delbáeth dei Túatha Dé Danann, era un leggendario re supremo d'Irlanda. Secondo il Lebor Gabála Érenn, prese il trono dopo che suo padre fu detronizzato da Caicher figlio di Nama, fratello di Nechtan, mentre per gli Annali dei Quattro Maestri e Goffredo Keating fu lui a detronizzare il padre. 
Secondo un passaggio del Lebor Gabála Érenn, ebbe tre figlie, Banba, Fódla ed Ériu da Ernmas, che è identificata anche come sua madre. Regnò per dieci anni, prima di essere ucciso in battaglia contro Éogan di Inber insieme al nipote Aoi Mac Ollamain.

## Fonti
- Lebor Gabála Érenn §63,§64
- Annali dei Quattro Maestri M3451, M3470
- Goffredo Keating, Storia d'Irlanda 1.11, 1.12